# Thomas Trotter (Mediziner)

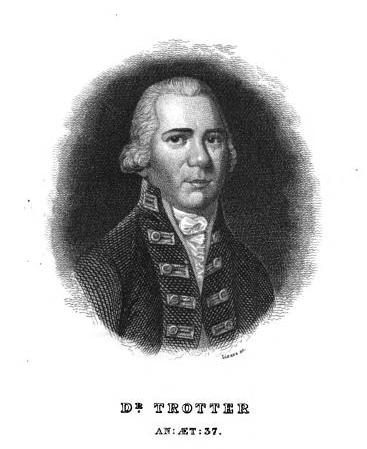

Thomas Trotter (* 1760 in Melrose, Roxburghshire; † 5. September 1832 in Newcastle upon Tyne) war ein schottischer Marinearzt und Autor. 
Bekannt wurde er vor allem als führender Medizinreformer in der Royal Navy und als engagierter Kritiker des Sklavenhandels. Trotter studierte Medizin bei Alexander Monro II. in Edinburgh. Er gilt als wesentlicher Begründer der Medicina Nautica.

## Leben
Trotter wurde 1760 in Roxburghshire geboren und studierte Medizin in Edinburgh. Als Chirurgiegehilfe diente er auf der HMS Berwick (1775) während der Auseinandersetzungen im Ärmelkanal im Jahre 1779 sowie bei der Schlacht auf der Doggerbank (1781), und (wahrscheinlich) bei der Belagerung von Gibraltar 1782. Später wurde er als Chirurg promoviert. Nach dem Friedensschluss 1783 und der Verkleinerung der Royal Navy bekam er jedoch keine Beschäftigung mehr und heuerte als Chirurg auf einem Liverpooler Guineaman (Sklavenhändler) an. Hier übernahm er die medizinische Versorgung der Sklaven auf dem Weg nach Westindien. Ein Ausbruch von Skorbut an Bord konzentrierte seine Aufmerksamkeit auf diese Krankheit.

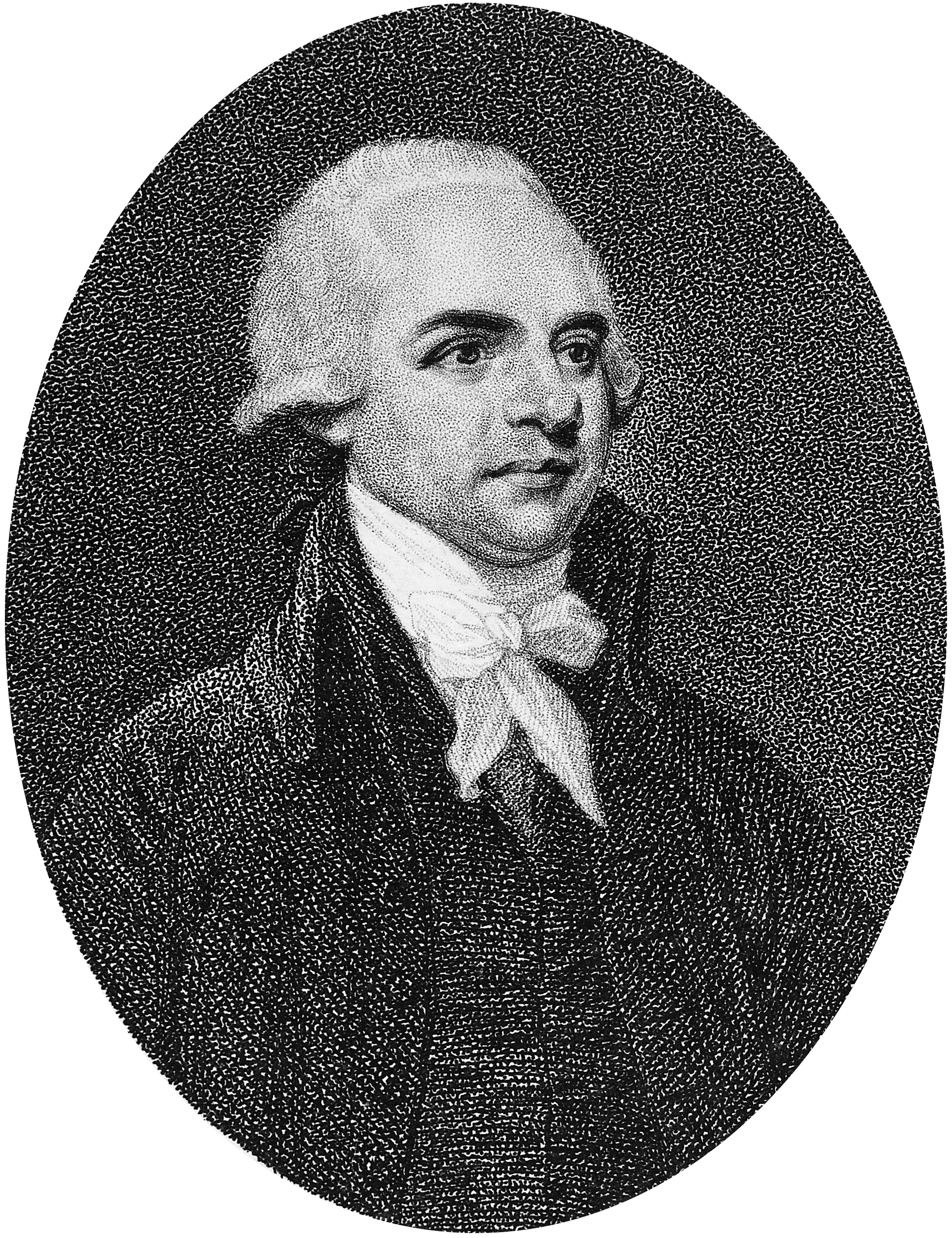
Daniel Orme (1766-circa 1832):Portrait of Thomas Trotter 1796

Trotter widmete sich in Edinburgh medizinischen Studien und schloss sein Studium 1788 mit dem Titel Dr. med. ab. Während des spanischen Angriffs von 1790 wurde er von Vizegeneral Robert Roddam (1719–1808) als Chirurg für dessen Flaggschiff HMS Royal William eingestellt. Im Jahre 1793 war er dann Chirurg der HMS Vengeance auf einer Reise nach Westindien und zurück. Im Dezember des Jahres bekam er eine Anstellung als zweiter Arzt am Royal Hospital in Haslar nahe Portsmouth, das mit nur wenigen Ärzten ausgestattet war. 
Lord Richard Howe, 1. Earl Howe nominierte ihn dann im April 1794 als Arzt für die Ärmelkanalflotte. In dieser Eigenschaft beteiligte er sich an den Feldzügen von 1794 und 1795, ebenso an der Schlacht vom 1. Juni 1794 und scheint auch an Cornwallis Seite am 16.–17. Juni 1795 zusammen gekämpft zu haben. Weiterhin schloss er sich, kurz nach den Ereignissen vom 23. Juni 1795, dem Geschwader unter Lord Bridport (Alexander Hood, 1. Viscount Bridport) an.
Als er zur Visite an Bord eines der Schiffe ging, zog er sich eine nicht genauer beschriebene Ruptur zu, die es ihm fortan unmöglich machte, weiterhin auf See seinen Dienst zu verrichten. Trotter erhielt daraufhin eine Rente und übernahm eine private Praxis in Newcastle, die er später wieder abgab. Jedoch war er weiterhin schriftstellerisch tätig, meist zu Fachthemen. 
Er starb in Newcastle am 5. September 1832. Er war zweimal verheiratet.

## Werk
Bereits im Alter von 16 Jahren schrieb Trotter lyrische Verse, welche in den Jahren 1777 und 1778 in Walter Ruddimans Edinburgh Magazin veröffentlicht wurden. Seine Dissertation zum Dr. med. (De Ebrietate ejusque effectibus in corpus humanum) wurde unter dem englischen Titel An Essay, medical, philosophical, and chemical, on Drunkenness, and its Effects in the Human Body (1804; 4. Aufl. 1812) publiziert. Nachdem er in Wooler, Northumberland, eine private Arztpraxis eröffnet hatte, schrieb er seine Anmerkungen über Skorbut. Diese wurden unter dem Titel Observations in the Scurvy (1786; 2. erweiterte Aufl. 1792) veröffentlicht. Behandlungsmöglichkeiten von Skorbut wurden zwar bereits von James Lind in dessen Werk Treatise von 1754 aufgeführt. 
Trotter bestätigte jedoch die Thesen von Lind durch ausgedehnte Beobachtungen. Im Jahre 1795 setzte Sir Gilbert Blane daraufhin beim Britischen Marineministerium den allgemeinen Gebrauch von Zitronensaft durch.

## Schriften
- A Review of the Medical Department in the British Navy, with a Method of Reform proposed, 1790.
- Medical and Chemical Essays, containing additional Observations on Scurvy … 1795; 2. Aufl. 1796.
- Medicina Nautica: an Essay on the Diseases of Seamen, Bd. 1, 1797; Bd. 2, 1799; Bd. 3, 1803.
- Suspiria Oceani: a Monody on the death of Richard, Earl Howe, 1800.
- A Proposal for destroying the Fire and Choak Damps of Coal Mines … 1805. Diese Arbeit erbrachte zwei kontroverse Entgegnungen von Henry Dewar und „A Friend to Rational Schemes of Improvement“.
- A Second Address to the Owners and Agents of Coal Mines on destroying the Fire and Choak Damp, 1806.
- A View of the Nervous Temperament; being a Practical Treatise on Nervous, Bilious, Stomach, and Liver Complaints, 1807; 2. Aufl. 1808.
- The Noble Foundling, or the Hermit of the Tweed: a Tragedy, 1812.
- A practicable Plan for Manning the Royal Navy … without Impressment. Addressed to Admiral Lord Viscount Exmouth, 1819.
- Sea Weeds: Poems written on various occasions, chiefly during a naval life, 1829.

Trotter lieferte auch Beiträge zum European Magazine, zum Medical Journal und zu anderen Periodica.
| Personendaten    | Personendaten                     |
| ---------------- | --------------------------------- |
| NAME             | Trotter, Thomas                   |
| KURZBESCHREIBUNG | schottischer Marinearzt und Autor |
| GEBURTSDATUM     | 1760                              |
| GEBURTSORT       | Melrose, Roxburghshire            |
| STERBEDATUM      | 5. September 1832                 |
| STERBEORT        | Newcastle upon Tyne               |